# Roger Ebert devrait manger moins gras
Roger Ebert devrait manger moins gras (Roger Ebert Should Lay Off the Fatty Foods en version originale) est le onzième épisode de la deuxième saison de la série animée South Park, ainsi que le 24e épisode de l'émission.

## Synopsis
La classe de M. Garrison est emmenée au planétarium de South Park qui est un lieu des plus ennuyeux… Le propriétaire du site se révèlera quelque peu inquiétant.